# Stadion Energa Gdańsk
A Polsat Plus Arena Gdańsk (egykori nevén: Stadion Gdańsk, Stadion Energa Gdańsk, PGE Arena, Baltic Arena) egy labdarúgó-stadion Gdańskban, Lengyelországban.
A stadion a Lechia Gdańsk nevezetű helyi csapat otthonául szolgál, illetve a 2012-es labdarúgó-Európa-bajnokság egyik helyszíne is volt. Befogadóképessége 43 615 fő számára biztosított, amely mind ülőhely.
Az Ekstraklasa mezőnyében az első, míg Lengyelországban a harmadik legnagyobb stadionnak felel meg. Az építési munkálatokat 2008-ban kezdték és 2011-ben fejeződtek be. A stadionavató mérkőzésen a Lechia Gdańsk 1–1-es döntetlent játszott a Cracovia ellen. A legelső nemzetközi találkozóra 2011. szeptember 6-án került sor. Ekkor Lengyelország–Németország barátságos találkozót rendeztek, a végeredmény pedig 2–2 lett.
2021. május 21. óta a stadion névhasználati jogát megvásárló Polsat és Plus nevű cégek után a stadion a Polsat Plus Arena Gdańsk nevet viseli.

## Barátságos mérkőzések
| Dátum               | Pályaválasztó | Vendég      | Eredmény |
| ------------------- | ------------- | ----------- | -------- |
| 2011. szeptember 6. | Lengyelország | Németország | 2:2      |

## Története
Lengyelország 2007 áprilisában nyerte el a 2012-es labdarúgó-Európa-bajnokság társrendezési jogát. A gdański stadiont a pályázatban foglaltak szerint építették fel, hogy alkalmas legyen az EB megrendezésére. A munkálatok 2008-ban kezdődtek és 2011-ben fejeződtek be. A létesítményt 43 615 főre tervezték, ahol három csoportmérkőzést és egy negyeddöntőt rendeznek.

## 2012-es Európa-bajnokság
A következő csoportmérkőzéseket rendezték a Polsat Plus Arena Gdańsk-ban (akkor még PGE Arena-ban):
| Dátum       | Időpont (CEST) | Pályaválasztó | Eredmény | Vendég        | Forduló     | Nézők  |
| ----------- | -------------- | ------------- | -------- | ------------- | ----------- | ------ |
| 2012.06.10. | 18.00          | Spanyolország | 1:1      | Olaszország   | C csoport   | 38 869 |
| 2012.06.14. | 20.45          | Spanyolország | 4:0      | Írország      | C csoport   | 39 150 |
| 2012.06.18. | 20.45          | Horvátország  | 0:1      | Spanyolország | C csoport   | 39 076 |
| 2012.06.22. | 20.45          | Németország   | 4:2      | Görögország   | Negyeddöntő | 38 751 |

## Képek a stadionról

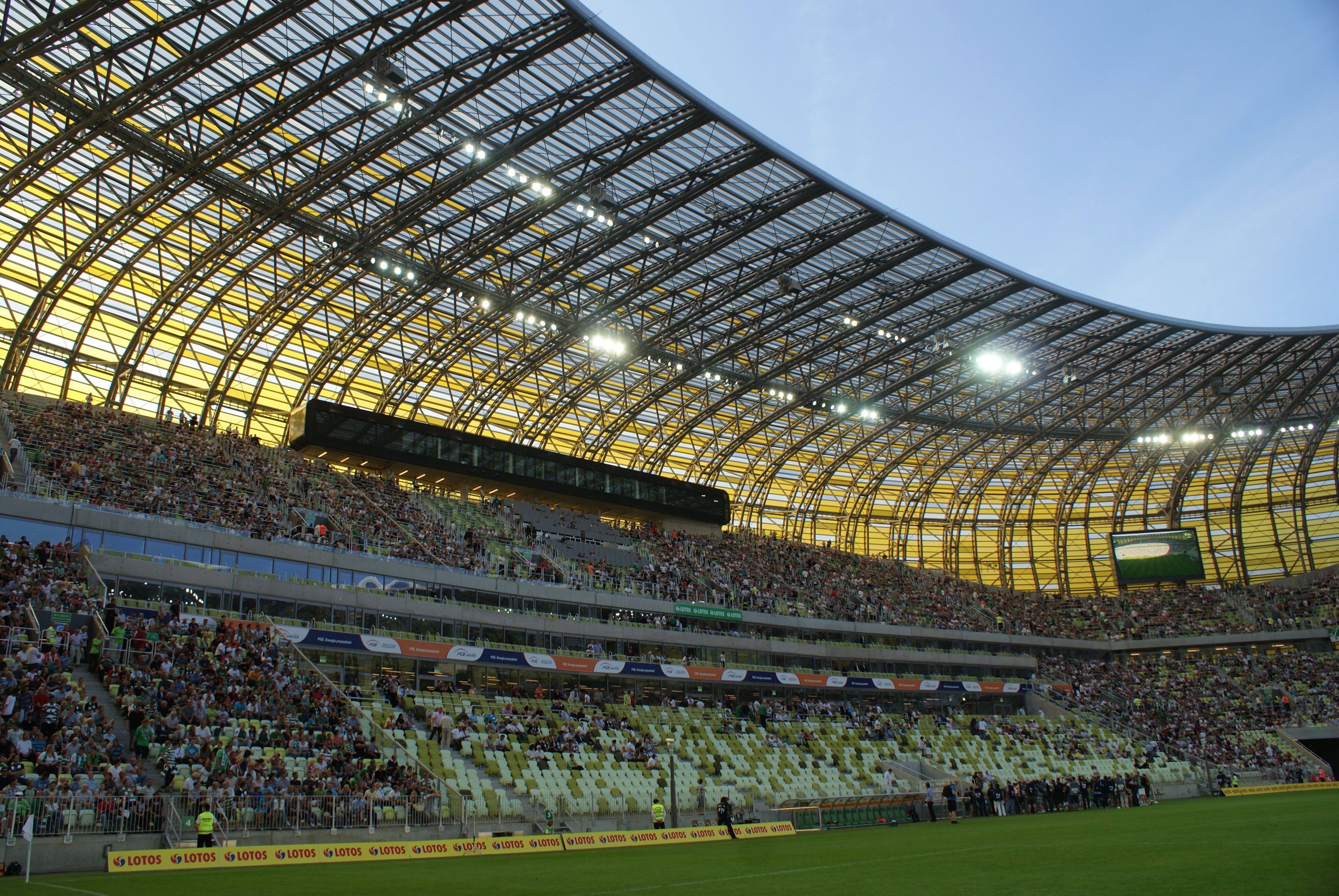
A fő lelátó

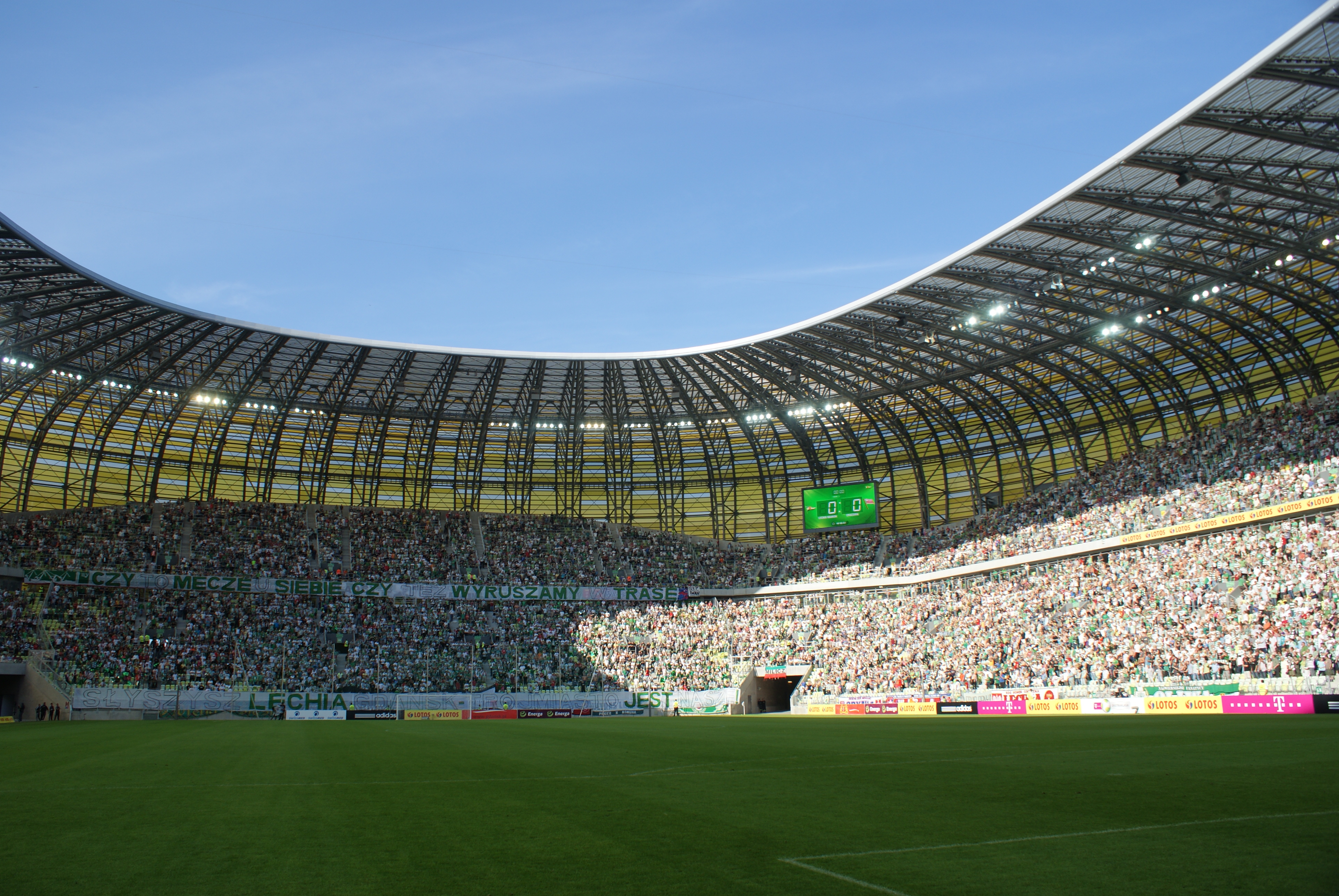
Stadion Energa Gdańsk